# Sandra Steffensen
Sandra Anna Emily Steffensen, född den 23 januari 1982 i Trelleborg, är en svensk före detta tävlingssimmare (främst frisim) som deltog i lagkapperna vid världsmästerskapen i kortbanesimning 1999 och 2000, europamästerskapen i kortbanesimning 1998 (där även individuellt på 100 m fritt), samt europamästerskapen i långbanesimning 2000.
Sandra Steffensen simmade för Trelleborgs SS (från december 2003 för SK Ran) och tilldelades Skånes simförbunds guldmedalj för 1998. Efter gymnasiet flyttade hon till USA 2002 och studerade där på (och tränade/tävlade för) Arizona State University. Även hennes två år yngre syster, Camilla Steffensen, var tävlingssimmare. Efter tiden i USA återvände Sandra Steffensen till Trelleborg och började arbeta som assisterande simtränare.

## Världsmästerskap och europamästerskap
Sandra Steffensens roll i de fyra internationella seniormästerskap hon deltog i var huvudsakligen som "stand-in" för någon av de svenska stjärnorna i lagkapperna och hon simmade därför vanligen bara i försöken.
Europamästerskapen i Sheffield 1998:
100 m frisim:
Försök: 9:e tid (55,65 - Inge de Bruijn, som hade 7:e tid, strök sig)
Final: 8:a (55,31)
4×50 m frisim: (endast sex nationer deltog)
Final: (Jöhncke, Steffensen, Kammerling, Alshammar): diskvalificerade (först i mål men Alshammar hade växlat över)
Världsmästerskapen i Hong Kong 1999:
4×100 m frisim:
Försök (Steffensen, Svahnström, Lillhage, Jöhncke): 4:e tid (3.43:54)
Final (Jöhncke, Sjöberg, Kammerling, Alshammar): diskvalificerade (överväxling)
4×200 m frisim:
Försök (Lillhage, Steffensen, Wänberg, Svahnström): 3:e tid (7.56,34)
Final (Lillhage, Jöhncke, Sjöberg, Svahnström):  (7.51,70, världsrekord)
4×100 m medley:
Försök (Alshammar, Östling, Kammerling, Steffensen): 4:e tid (4.06,76)
Final (Alshammar, Östling, Sjöberg, Jöhncke):  (4.00,84)
Världsmästerskapen i Aten 2000:
4×100 m frisim: 
Försök: (Steffensen, Lillhage, Svahnström, Jöhncke): 2:a tid (3.42,60)
Final: (Jöhncke, Alshammar, Kammerling, Sjöberg):  (3.35,54)
4×200 m frisim:
Försök: (Steffensen, Mattsson, Ydfors, Svahnström): 4:e tid (8.06,47)
Final: (Lillhage, Sjöberg, Svahnström, Steffensen): 4:a (7.59,44)
Europamästerskapen i Helsingfors 2000:
4×100 m frisim: 
Försök: (Steffensen, Lillhage, Mattsson, Jöhncke): 2:a tid (3.48,59)
Final: (Jöhncke, Sjöberg, Kammerling, Alshammar):  (3.42,48)
4×200 m frisim: 
Försök: (Lillhage, Wännberg, Mattsson, Steffensen): 4:e tid (7,59,44)
Final: (Alshammar, Sjöberg, Jöhncke, Lillhage): 6:a (8.15,09)

## Svenska mästerskap
Medaljtabell:
|                | Kortbana       | Kortbana       | Kortbana       | Kortbana       | Kortbana | Långbana       | Långbana       | Långbana       | Långbana       | Långbana       | Långbana | Långbana |
| Distans        | 1998           | 1999           | 2000           | 2001           | 2005     | 1998           | 1999           | 2000           | 2001           | 2002           | 2005     | 2006     |
| -------------- | -------------- | -------------- | -------------- | -------------- | -------- | -------------- | -------------- | -------------- | -------------- | -------------- | -------- | -------- |
| 50 m frisim    |                |                |                |                |          |                |                |                |                |                |          |          |
| 100 m frisim   |                |                |                |                |          |                |                |                |                |                |          |          |
| 200 m frisim   |                |                |                |                |          |                |                |                |                |                |          |          |
| 400 m frisim   |                |                |                |                |          |                |                |                |                |                |          |          |
| 800 m frisim   |                |                |                |                |          |                |                |                |                |                |          |          |
| 4×50 m frisim  |                |                |                |                |          |                |                |                |                |                |          |          |
| 4×100 m frisim |                |                |                |                |          |                |                |                |                |                |          |          |
| 4×200 m frisim |                |                |                |                |          |                |                |                |                |                |          |          |
| 4×50 m medley  |                |                |                |                |          |                |                |                |                |                |          |          |
| 4×100 m medley |                |                |                |                |          |                |                |                |                |                |          |          |
| Klubb          | Trelleborgs SS | Trelleborgs SS | Trelleborgs SS | Trelleborgs SS | SK Ran   | Trelleborgs SS | Trelleborgs SS | Trelleborgs SS | Trelleborgs SS | Trelleborgs SS | SK Ran   | SK Ran   |

## Juniormästerskap
Sandra Steffensen blev svensk juniormästare på 50 m frisim (långbana) 1997 och 1998. 1997 blev hon även nordisk juniormästare på 100 m och 200 m frisim kortbana (samt silvermedaljör på 50 m och 400 m). Vid junior-SM 1999 (långbana) tog hon silver på 200 m frisim samt brons på 50 m,100 m och 400 m. År 2000 blev hon svensk långbane-juniormästare på 100 m och 200 m fritt, samt tog brons på 50 m.
1998 tog Steffensen brons på 200 m frisim vid junior-EM (långbana) i Antwerpen och ingick därtill i laget (tillsammans med Cathrin Carlzon, Emma Pålsson och Annica Löfstedt) som tog silver på 4×100 m frisim.